# Wimme Saari
Wimme Saari (Kelottijärvi, 1959) is een van de bekendste Sami-joikzangers van Finland. Daarnaast is hij ook acteur.

## Biografie
Saari groeide op in Fins Lapland als zoon van een rendierhouder en leerde al op jonge leeftijd de joik kennen. Op zijn 15e jaar schreef hij zijn eerste eigen joik en trad bij gelegenheden op als amateurzanger. Toen hij in 1986 voor een Finse radio-omroep ging werken en daar de platenarchieven beheerde, ontdekte hij een opname uit 1963 waarin zijn oom een joik zong. Dat was voor hem aanleiding om meer studie te maken van deze zangkunst. Nadat hij enkele jaren met weinig succes probeerde de joik te combineren met jazzmuziek, waarbij hij de traditionele joik achter zich liet en ging experimenteren, kwam het in 1990 tot een succesvolle samenwerking met de Finse techno-jazzgroep RinneRadio. Dat leidde in 1995 tot zijn eerste album: Wimme. Dat album werd een succes en betekende een doorbraak voor hem. Het werd verkozen tot Fins Folk Album van het jaar. Een jaar later had hij zijn eerste buitenlandse optreden in Texas, naar aanleiding van de gelijknamige EP die hij had uitgebracht.
Saari heeft als gastzanger bijgedragen aan albums van diverse andere artiesten en bands, waaronder de Nits, Hedningarna en Hector Zazou. Hij acteerde ook in diverse films, leverde een voice-over of trad erin op als joikzanger.

## Discografie (onvolledig)

### Eigen albums
- Wimme (1995)
- Texas (EP, 1996)
- Gierran (1997)
- Cugu (2000)
- Bárru (2003)
- Gapmu / Instinct (2003) – (geheel a capella)
- Mun (2009)

### Opnamen waaraan Wimme bijdroeg
- RinneRadio – Joik Aani (1992)
- Hedningarna – Trä (1994)
- Hector Zazou – Songs From the Cold Seas (1995)
- Hedningarna – Hippjokk (1997)
- Nits – Alankomaat (1998)
- Beginner's Guide to Scandinavia (3CD, Nascente 2011)

### Medewerking aan films
- Umur (2002)
- Ságojoga ministtar (1997)
- Bázo (2003)
- Last Yoik in Saami Forests? (2006)